# 2015-ös öttusa-világbajnokság
A 2015-ös öttusa-világbajnokságot, amely az 55. volt, a németországi Berlinben rendezték 2015. június 28. és július 6. között. Az öt versenyszám a hagyományos vívás, úszás, lovaglás és a lövészettel kombinált futás voltak.

## Érmesek

### Férfi
| Versenyszám | Arany                                               | Arany | Ezüst                                                                     | Ezüst | Bronz                                                               | Bronz |
| ----------- | --------------------------------------------------- | ----- | ------------------------------------------------------------------------- | ----- | ------------------------------------------------------------------- | ----- |
| Egyéni      | Pavlo Tymoshchenko · Ukrajna                        | 1477  | Aleksander Lesun · Oroszország                                            | 1473  | Andriy Fedechko · Ukrajna                                           | 1463  |
| Csapat      | Dél-Korea · Jun Woongtae · Jung Jinhwa · Lee Woojin | 4301  | Lengyelország · Michał Gralewski · Sebastian Stasiak · Jarosław Świderski | 4252  | Ukrajna · Dmytro Kirpulyanskyy · Denys Pavlyuk · Pavlo Tymoshchenko | 4008  |
| Váltó       | Németország · Marvin Faly Dogue · Alexander Nobis   | 1544  | Oroszország · Alexander Kukarin · Kirill Belyakov                         | 1540  | Lengyelország · Szymon Staśkiewicz · Jarosław Świderski             | 1520  |

### Női
| Versenyszám | Arany                                                                      | Arany | Ezüst                                                           | Ezüst | Bronz                                                               | Bronz |
| ----------- | -------------------------------------------------------------------------- | ----- | --------------------------------------------------------------- | ----- | ------------------------------------------------------------------- | ----- |
| Egyéni      | Lena Schöneborn · Németország                                              | 1390  | Chen Qian · Kína                                                | 1367  | Yane Marques · Brazília                                             | 1350  |
| Csapat      | Lengyelország · Anna Maliszewska · Aleksandra Skarzyńska · Oktawia Nowacka | 3753  | Németország · Annika Schleu · Lena Schöneborn · Janine Kohlmann | 3642  | Magyarország · Kovács Sarolta · Földházi Zsófia · Alekszejev Tamara | 3590  |
| Váltó       | Kína · Chen Qian · Liang Wanxia                                            | 1418  | Litvánia · Lina Batulevičiūtė · Ieva Serapinaitė                | 1410  | Lengyelország · Aleksandra Skarzyńska · Oktawia Nowacka             | 1409  |

### Vegyes
| Versenyszám | Arany                                  | Arany | Ezüst                                                  | Ezüst | Bronz                                              | Bronz |
| ----------- | -------------------------------------- | ----- | ------------------------------------------------------ | ----- | -------------------------------------------------- | ----- |
| Váltó       | Csehország · Jan Kuf · Natalie Dianová | 1476  | Egyesült Államok · Nathan Schrimsher · Margaux Isaksen | 1461  | Írország · Arthur Lanigan-O'Keeffe · Natalya Coyle | 1457  |

## Éremtáblázat
|          | Nemzet                    | Arany | Ezüst | Bronz | Összesen |
| 1.       | Németország               | 2     | 1     | 0     | 3        |
| 2.       | Lengyelország             | 1     | 1     | 2     | 4        |
| 3.       | Kína                      | 1     | 1     | 0     | 2        |
| 4.       | Ukrajna                   | 1     | 0     | 2     | 3        |
| 5.       | Csehország                | 1     | 0     | 0     | 1        |
| 5.       | Dél-Korea                 | 1     | 0     | 0     | 1        |
| 7.       | Oroszország               | 0     | 2     | 0     | 2        |
| 8.       | Litvánia                  | 0     | 1     | 0     | 1        |
| 8.       | Amerikai Egyesült Államok | 0     | 1     | 0     | 1        |
| 10.      | Brazília                  | 0     | 0     | 1     | 1        |
| 10.      | Magyarország              | 0     | 0     | 1     | 1        |
| 10.      | Írország                  | 0     | 0     | 1     | 1        |
| Összesen | Összesen                  | 7     | 7     | 7     | 21       |